# The Getaway (saga de videojocs)
The Getaway és una saga de videojocs, creats per l'empresa ubicada a Londres, Regne Unit, Sony Computer Entertainment Europe (SCEE) subsidiària de Team SOHO, que es va començar a publicar pel desembre del 2002. El primer videojoc i la seva continuació tenen lloc a la ciutat londinenca i tenen un estil a les pel·lícules de gàngsters com Get Carter: assassí implacable, El llarg Divendres Sant i Lock, Stock and Two Smoking Barrels.
The Getaway està explicat en dos parts amb diferents personatges. Les parts tenen lloc a través de vides paral·leles, arribant junts al final del videojoc. Vegeu The getaway a ebgames.com o consumerelectronics.mybisi.com.